# Viktar Hantchar
Viktor Gontchar
Viktar Iossifavitch Hantchar (en biélorusse : Віктар Іосіфавіч Ганчар), né le 29 avril 1957 à Augustovo, dans la voblast de Minsk et disparu depuis le 16 septembre 1999 sans laisser de traces, est un homme politique biélorusse. 

## Biographie
Viktar Hantchar est diplômé du département juridique de l'université d'État biélorusse à Minsk. À partir de 1986 il a travaillé à l'institut biélorusse de l'économie nationale. Hantchar était adjoint au conseil suprême entre 1990 et 1995 et entre 1995 et 1999. En 1994 le président Alexandre Loukachenko le nomme vice-premier ministre du gouvernement biélorusse. À partir de septembre 1996 Hantchar est le président du Comité électoral central. Il s'oppose à la politique de Loukachenko de restreindre le rôle du Parlement et s'est opposé à un référendum sur les amendements constitutionnels prévu par Loukachenko. Hantchar est très critique sur ce référendum en violation avec la loi. Il est alors congédié comme chef du Comité électoral central. Hantchar est un des chefs du Conseil suprême, qui n'a pas été reconnu par Loukachenko et un membre du Parti civil uni de Biélorussie. Il a souvent parlé contre la politique de Loukachenko et son objectif d'unir la Biélorussie avec la Russie. Hantchar, avec son ami Anatol Krassowski (be), a été enlevé dans une rue de Minsk le 16 septembre 1999. Des fragments de phares cassés, de marques de dérapage et de traces de collision avec un arbre ont été trouvés. Le sang appartenant à Hantchar (99,6 % de concordance) y a également été découvert.

## Suites de sa disparition

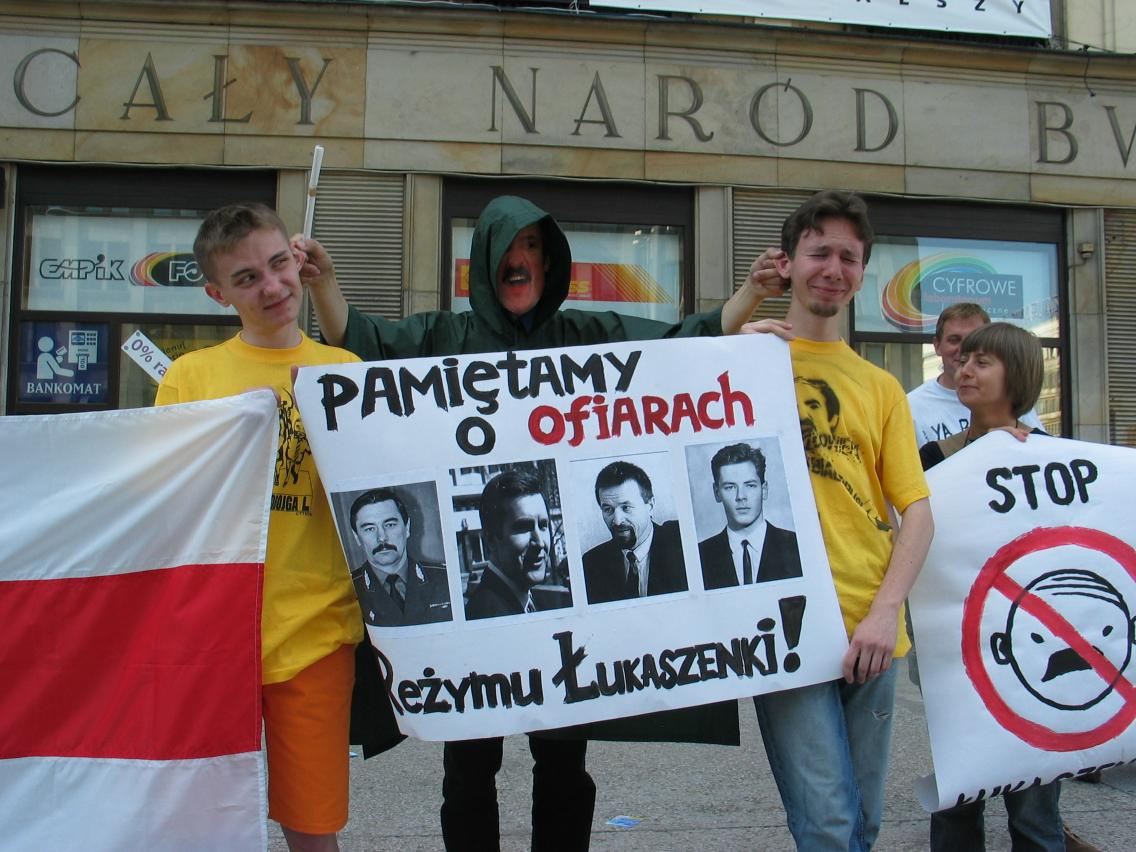
Manifestation en souvenir de Ioury Zakharanka, Viktar Hantchar, Anatol Krassowski et Dmitry Zavadski.

En septembre 2004, l'Union européenne et les États-Unis interdisent d'entrée sur leur territoire quatre personnalités politiques biélorusses, le ministre de l'Intérieur Vladimir Naoumov (en), le procureur général Viktar Scheimann, le ministre des Sports Iouri Sivakov (ru) et le colonel Dmitri Pavlitchenko (en), soupçonnés d'être impliqués dans la disparition de Hantchar et Krassowski, ainsi que de Ioury Zakharanka et Dzmitry Zavadski.
Les membres de l'opposition, les proches des personnes disparues et la communauté internationale croient donc que Hantchar et Krassowski ont été enlevés pour des raisons politiques. Andreï Klima, un opposant au président Loukachenko a été arrêté le 3 avril 2007 et condamné le 1er août à deux ans de détention pour avoir publié sur Internet un article où il accusait le président d'avoir participé à l'assassinat de Viktar Hantchar.
En décembre 2019, la Deutsche Welle a publié un film documentaire dans lequel Iouri Garavski, un ancien membre d'une unité spéciale du ministère biélorusse de l'Intérieur, a confirmé que c'était son unité qui avait arrêté, emmené et assassiné Ioury Zakharanka, Viktar Hantchar et Anatol Krassowski.